# Rayman Raving Rabbids
Rayman Raving Rabbids is een computerspel met Rayman in de hoofdrol dat uitgebracht is voor de Nintendo Wii, PlayStation 2, PC en Game Boy Advance door Ubisoft. Michel Ancel, de bedenker van Rayman, leidt de productie van dit spel.

## Verhaal
In het spel is de wereld overgenomen door konijnen, Raving Rabbids genoemd, die al jaren onder de grond bezig waren met plannen te smeden om de bevolking in Rayman's land gevangen te nemen. Ook Rayman zelf is gevangengenomen en het is aan hem om de wereld van de ondergang te redden.

## Gameplay
Het spel bestaat uit 2 modes: Story Mode en Score Mode. In Story Mode moet de speler proberen Rayman te bevrijden door minigames uit te spelen. Elke dag krijgt de speler 4 Minigames, waarvan hij er minstens 3 moet uitspelen om verder te kunnen in het spel. Als de speler drie minigames heeft uitgespeeld, moet hij een eindlevel uitspelen, in de vorm van bijvoorbeeld een First-person shooter of een race met wrattenzwijnen. Als de speler deze heeft gewonnen, krijgt hij een wc-ontstopper. Wanneer de speler alle 4 minigames kan winnen, krijgt hij muziek voor zijn jukebox, kledij voor in zijn kleerkast of wordt zijn cel opgeleukt. 
Als men met meerdere spelers wil spelen, moet de Score mode worden geprobeerd. Hier kan de speler alle vrijgespeelde minigames opnieuw spelen en een highscore zetten. 
Nadat de speler het spel heeft voltooid, zal hij een code krijgen die hij op de officiële site kan invoeren om de high-score ten opzichte van alle andere spelers te kunnen zien.

## Score Mode
Er zijn verschillende soorten levels en Opties bij de score mode, In het hoofdmenu van de score mode kan men eerst kiezen hoeveel spelers er zijn (1-4), en hoe ze eruitzien (Rayman, Raymanhino, Gothic, Grandma, enz.). Als daaruit eenmaal is gekozen, kan men kiezen uit vier verschillende soorten levels:
Konijnenjachtde speler zit in levels waarin hij een voorgeschreven route volgt terwijl hij alle konijnen die op hem afkomen kan neerschieten
- Score Mode (zo veel mogelijk punten in de levels behalen)
- Time Mode (zo snel mogelijk de levels halen)
- Survival Mode (de levels overleven met één leven in plaats van tien)

Shake your Bootyde speler moet, op het ritme van een muziekstuk, konijnen weg"dansen" die links of rechts aankomen draaien.
SportsSports is net als Bunny Hunt opgedeeld, hier alleen in de soorten:
- Workout (De meest energiekostende levels)
- Skill (levels die training nodig hebben)
- Precision (levels waarbij vaak gericht en goed nagedacht moet worden)
- Get going (race levels op zwijnen)

ChallengesChallenges zijn samenstellingen van 3, 5 of 10 levels van Sports

## Alle levels op een rij
- Konijnenjacht
  - Konijntjes hebben een zwak voor zuignappen
  - Konijntjes hebben nog nooit goud gevonden
  - Konijntjes worden 's nachts niet graag gestoord
  - Konijntjes worden op vakantie niet graag gestoord
  - Konijntjes hebben het wilde westen helpen temmen
  - Konijntjes recyclen soms omgevingen uit andere spelletjes
  - Konijntjes zijn niet bang in het donker
  - Konijntjes rusten niet in vrede
  - Konijntjes denken dat ze in een film spelen
  - Konijntjes houden van tunnels graven
- Shake your Booty:
  - Bunny's get a kick out of Hip-Hop (1&2)
  - Bunny's love disco-dancing (1&2)
  - Bunny's just wanna have fun (1&2)
  - Deep down, Bunny's are rockers (1&2)
  - Bunninos dansa la bamba (1&2)
  - Bunny's are fantastic dansers (1,2&3)
  - Bunny's are raving mad (1&2)
- Sports:
  - Get Going:
  - Race good alike Bunny's
  - Bunny's like a good race
  - Bunny's like a good race on the beach
  - Bunny's like a good cowboy race
  - Bunny's can only fly downwards
- Workout
  - Bunny's dont give gifts
  - Bunny's like surprises
  - Bunny's can't fly (1&2)
  - Bunny's are addicted to carrot juice
  - Bunny's are bad at peek**a**boo
  - Bunny's have natural rhythm (1&2)
  - Bunny's can't shear sheep
  - Bunny's can't play soccer
  - Bunny's rarely leave their burrows (1&2)
  - Bunny's don't milk cow's (1&2)
  - Bunny's are oversensitive
- Skill:
  - Bunny's never close doors (1&2)
  - Bunny's are slow to react (1,2&3)
  - Bunny's can't jump (1&2)
  - Bunny's don't like bats (1&2)
  - Bunny's are not ostriches
  - Bunny's can only fly downwards
  - Bunny's don't understand bowling
  - Bunny's don't know what to do with cows
  - Bunny's have a poor grasp of anatomy
  - Bunny's don't like being shot at
- Precision:
  - Bunny's are ticklish
  - Bunny's can't slide (1&2)
  - Bunny's are heartless with pigs (1&2)
  - Bunny's like to stuff themselves (1&2)
  - Bunny's don't use toothpaste (1&2)
  - Bunny's have a great ear for music
  - Bunny's have no memory (1&2)
  - Bunny's are a**mazing
  - Bunny's don't sleep well
  - Bunny's can't heard

## Kritiek
Er is veel kritiek geleverd op Rayman Raving Rabbids. Spelers vonden dat het niet meer op een echte Rayman game lijkt, en hopen dat er nog een Rayman-game komt die wel het platform-element van zijn voorgangers bezit.

## Platforms
| Jaar | Platform                                      |
| ---- | --------------------------------------------- |
| 2006 | Game Boy Advance, Wii, PlayStation 2, Windows |
| 2007 | Nintendo DS, Xbox 360                         |

## Trivia
- Het spel is opgenomen in het boek 1001 Video Games You Must Play Before You Die van Tony Mott.

## Deel 2
Voor het hoofdartikel, zie Rayman Raving Rabbids 2.